# Elaine Hendrix
Katherine Elaine Hendrix, född 28 december 1970 i Oak Ridge i Tennessee, är en amerikansk skådespelare, modell, producent, sångare, dansare och aktivist.
I oktober 2019 meddelades att Hendrix skulle spela Alexis Carrington i säsong tre av Dynasty.

## Biografi
Hendrix är uppvuxen i Oak Ridge, Tennessee. Hennes far deltog i Vietnamkriget vid tiden när Hendrix föddes och hade inte mycket att säga till om när det gällde hennes namn [källa behövs]. 
Elaine Hendrix började sin karriär som modell och professionell dansare, men strax efter att hon hade flyttat till Los Angeles 1992 blev hon påkörd av en bil och blev därigenom tvungen att avsluta dessa  karriärer. Kort därefter deltog hon vid en audition för rollen som Agent 66 i TV-serien Get Smart (1995), som hon fick. Efter det har hon gästspelat i TV-serier som Vänner, Ellen, Förhäxad, CSI: Miami  samt varit med i filmerna Romy & Michelle – blondiner har roligare (1997), Föräldrafällan (1998) och Inspector Gadget 2 (2003).

## Aktivism
Som ivrig djurrättsaktivist har Hendrix kämpat för djurens rättigheter och bättre behandling sedan 2006, då hon också antog en vegansk livsstil. År 2012 grundade hon The Pet Matchmaker, en organisation som ägnar sig åt att uppmana till adoption av hemlösa husdjur. Hon sitter i styrelsen för Stray Rescue of St. Louis.

## Filmografi (urval)
- 1994 – Våra bästa år (TV-serie) (ett avsnitt)
- 1995 – Våra värsta år (TV-serie) (ett avsnitt 1995 och ett avsnitt 1997)
- 1995 – Get Smart (TV-serie)
- 1997 – Romy & Michele – blondiner har roligare
- 1998 – Föräldrafällan
- 1999 – Superstar
- 2002 – Vänner (TV-serie) (ett avsnitt)
- 2003 – Inspector Gadget 2
- 2004 – Förhäxad (TV-serie) (ett avsnitt)
- 2005 – CSI: Miami (TV-serie) (ett avsnitt)
- 2005 – Ghost Whisperer (TV-serie) (ett avsnitt)
- 2008 – Criminal Minds (TV-serie) (ett avsnitt)
- 2010 – 90210 (TV-serie) (tre avsnitt)
- 2015–2016 – Sex&Drugs&Rock&Roll (TV-serie) (20 avsnitt)
- 2019–2022 – Dynasty (TV-serie) (57 avsnitt)